# ヴァンダービルト・アベニュー
ヴァンダービルト・アベニュー (Vanderbilt Avenue) はニューヨーク市の通りである。市内の複数の区にそれぞれ同名の通りが存在するが、これらはすべてグランド・セントラル駅を建設・所有したコーネリアス・ヴァンダービルトの名前から取られている。 

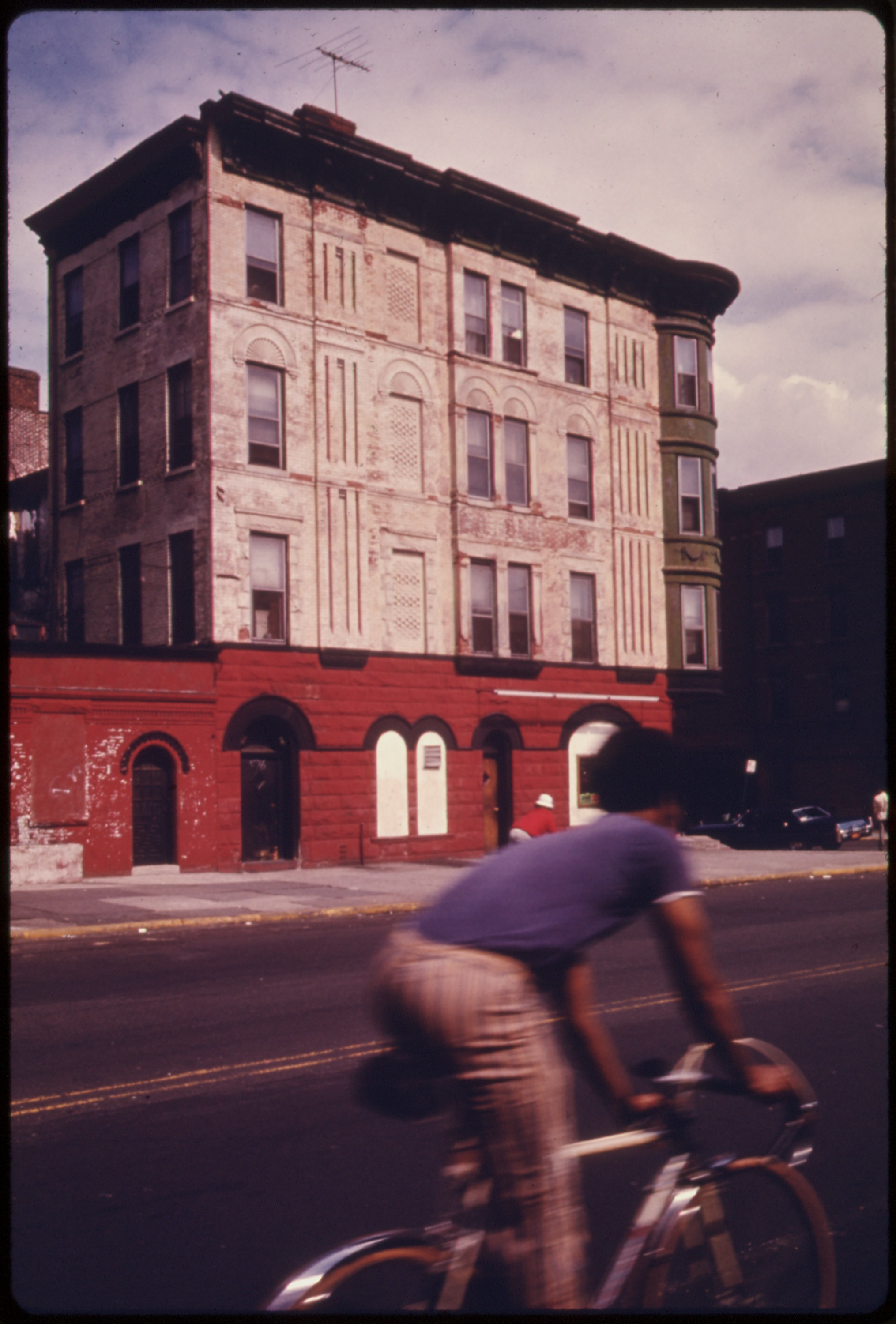
ブルックリンのヴァンダービルト・アベニュー（1974年）

## マンハッタン
マンハッタンにおけるヴァンダービルト・アベニュー (Vanderbilt Avenue) は、42丁目から47丁目にかけて、パーク・アベニューとマディソン・アベニューの間を南北に走る通りである。この通りは、1860年代後半にグランド・セントラル駅の建設に伴って建設された。南行きのグランド・セントラル・ターミナル高架橋はこの通りの東側の上空を走っている。ニューヨーク市イェール・ヨット・クラブおよびマンハッタン・インスティテュート・フォー・ポリシー・リサーチはヴァンダービルト・アベニューと44丁目の交差点に位置している（北緯40度45分13秒 西経73度58分39秒 / 北緯40.75361度 西経73.97750度）。